# Waldbahn Žďárské vrchy
| Waldbahn Žďárské vrchy | Waldbahn Žďárské vrchy  |
| ---------------------- | ----------------------- |
| Spurweite:             | 760 mm (Bosnische Spur) |
|                        |                         |

Die Waldbahn in den Žďárské vrchy war eine aus drei Strecken bestehende Waldeisenbahn in den Saarer Bergen, Tschechoslowakei.
Am 26. und 27. Oktober 1930 kam es in den dicht bewaldeten Saarer Bergen durch einen Schneesturm zum Schneebruch großer Teile der Wälder. Etwa 80 % des Waldes waren davon betroffen. Insgesamt betrug die Menge des durch den nassen Schnee verursachten Bruches 3.500.000 Kubikmeter Holz, das es vor einer Ausbreitung der Borkenkäfer aus den Wäldern zu beräumen galt.
Im Jahre 1931 erfolgte der Bau dreier Waldeisenbahnstrecken mit einer Gesamtlänge von 20 Kilometern. Sie führten zwischen Cikháj und der südöstlich von Vojnův Městec neu errichteten Waldarbeitersiedlung Borky in die nicht durch Straßen erschlossenen Waldgebiete. Für die schmalspurigen Bahnen zum Abtransport des geschlagenen Holzes mit einer Spurweite von 760 mm, die jeweils zu Dampfsägemühlen führten, wurden drei Meter breite Bahndämme geschaffen. Die Schwellenlänge betrug 1400 mm. Als Antriebsmittel fanden sowohl Dampflokomotiven als auch solche mit Benzinfeuerung Verwendung. Zur Deckung des Arbeitskräftebedarfs wurden ruthenische Forstarbeiter aus Karpatenrussland geholt, die fünf Jahre lang in den Wäldern die Schäden der Schneesturmkatastrophe beseitigten.
Eine der Strecken führte zwischen Borky am Südhang des Berges Tisůvka (792 m) nach Cikháj. Die zweite Strecke wurde aus dem Tal der Chrudimka von der Siedlung Lány bei Kameničky bis nach Herálec angelegt. Die dritte der Bahnen verlief aus den Wäldern nördlich von Hamry nad Sázavou nach den Teichen Dívka und Vápenice und über Račín bis an den Teich Velké Dářko.
Im Laufe des Jahres 1934 waren die Arbeiten so weit fortgeschritten, dass die Waldbahnen und Sägewerke ab 1935 schrittweise, beginnend mit der Strecke nach Borky, wieder stillgelegt und abgebaut wurden. Der Einsatz in den Waldgebieten führte zu einem hohen Materialverschleiß und Ausfall an Lokomotiven. Die Trassen sind heute nur mehr anhand des Verlaufs von Waldwegen erkennbar.